# هوب تاون (كيبك)
هوب تاون (بالإنجليزية: Hope Town, Quebec)‏ هي بلدية محلية في كيبيك تقع في كندا في Bonaventure Regional County Municipality. يقدر عدد سكانها بـ 344 نسمة ومساحتها 51.10 كم2 .